# Canthon vulcanoae
Canthon vulcanoae е вид бръмбар от семейство Листороги бръмбари (Scarabaeidae).

## Разпространение
Видът е разпространен в Бразилия (Пара) и Френска Гвиана.